# MyEarthDream
MyEarthDream (с англ. — «МояЗемнаяМечта») — шестой студийный альбом австрийской симфо-пауэр-метал-группы Edenbridge, выпущен 25 апреля 2008 года на лейбле Napalm Records. Это первый альбом группы, записанный на австрийском лейбле, до этого Edenbridge сотрудничали с Massacre Records.

## Рецензии
Большинство рецензентов оценили альбом довольно высоко. Критиками отмечалось, что по сравнению с напыщенным The Grand Design этот альбом более острый, тяжёлый и запоминающийся. Рецензенты указали, что участие в записи Чешского филармонического оркестра качественно повлияло на музыку Edenbridge, оркестр чувствуется на протяжении всего альбома. Вокал Сабины звучит острее и эмоциональнее как никогда ранее Рецензент Lords of Metal назвал её одной из лучших вокалисток симфонического метала. MyEarthDream также был назван одним из лучших симфо-метал-альбомов 2008 года.

## Список композиций
Слова и музыка всех песен — Арне «Ланвалль» Стокхаммер.
| №   | Название                                        | Длительность |
| --- | ----------------------------------------------- | ------------ |
| 1.  | «The Force Within»                              | 1:05         |
| 2.  | «Shadowplay»                                    | 5:25         |
| 3.  | «Paramount»                                     | 4:24         |
| 4.  | «Undying Devotion»                              | 4:38         |
| 5.  | «Adamantine»                                    | 6:15         |
| 6.  | «Whale Rider»                                   | 4:13         |
| 7.  | «Remember Me»                                   | 3:38         |
| 8.  | «Fallen from Grace»                             | 4:46         |
| 9.  | «Place of Higher Power»                         | 5:09         |
| 10. | «MyEarthDream Suite (for Guitar and Orchestra)» | 6:47         |
| 11. | «MyEarthDream»                                  | 12:37        |

## Участники записи

### Основной состав
- Сабина Эдельсбахер — вокал
- Арне «Ланвалль» Стокхаммер — электронная и акустическая гитары, клавишные (в том числе пианино), бузуки, пипа
- Франк Биндиг — бас-гитара, гроулинг

### Приглашённые музыканты
- Себастьян Лансер — ударные
- Робби Валентин — бэк-вокал и хор
- Дэннис Уард — бэк-вокал и хор
- Карл Грум — третье гитарное соло в «Shadowplay»
- Чешский филармонический оркестр под руководством Ярослава Брюч (Jaroslav Brych)

### Производство
- Энрике Угарте — оркестровая музыка
- Арне «Ланвалль» Стокхаммер — продюсирование
- Карл Грум — микширование
- Мика Юссила — мастеринг
- Энтони Кларксон — дизайн обложки
- Томас Эверхед — макет дизайна